# Стасиневич, Евгений Александрович
Евгений Александрович Стасиневич (укр. Євгеній Олександрович Стасіневич; род. 15 июня 1987, Киев) — украинский литературный критик и журналист.
Отец — киевлянин, мать родом из Горловки, общение в детские годы с донбасской ветвью семьи оказало на Стасиневича значительное влияние.
Окончил Национальный университет «Киево-Могилянская академия» (2013), далее работал там же над диссертацией «Явление пограничья в творчестве Б. Шульца, Й. Рота и Б.-И. Антонича», однако в результате конфликта с научным руководителем ушёл из аспирантуры без защиты.
В 2017—2019 гг. ведущий телепрограммы «Букоголики» на Первом канале Национальной общественной телерадиокомпании Украины; в связи с запуском программы генеральный продюсер просветительского вещания Татьяна Кисельчук назвала Стасиневича «рок-звездой литературы» и заявила, что «если кто-то и может заинтересовать человека литературой», то именно Стасиневич. Критик Инна Долженкова в связи с открытием программы назвала в качестве важнейшего достоинства её ведущего «знание иностранных языков, а значит, возможность читать литературные произведения в оригинале, способность абсолютно спокойно и без всяких комплексов неполноценности поставить украинскую литературу в мировой контекст». С 2019 г. ведущий (вместе с Ростиславом Семкивым) программы «Лекторий. Литература» на телеканале «Общественное Культура».
Куратор ряда выставочных проектов, в том числе и выходящих за пределы литературы: так, в 2021 году в рамках празднования 30-летия независимости Украины подготовил выставку «„Zемля: невероятная Украина“» (укр. «Zемля: неймовірна Україна») в Национальном экспоцентре Украины, посвящённую земле Украины как культурному концепту. В 2018 году входил в состав украинской национальной делегации на Франкфуртской международной книжной ярмарке.
В 2016 году выпустил книгу «Цена вопроса: 27 интервью Евгению Стасиневичу» (укр. Ціна питання: 27 інтерв'ю Євгенію Стасіневичу), в которую вошли его беседы с ведущими украинскими (София Андрухович, Юрий Винничук, Марианна Кияновская, Оксана Забужко, Катерина Калитко, Михаил Назаренко, Остап Сливинский, Марк Белорусец) и зарубежными (Миленко Ергович, Людмила Улицкая, Лев Рубинштейн, Мария Степанова, Александр Эткинд, Дмитрий Волчек, Роберт Чандлер) деятелями литературы.
В 2019 году указом президента Украины Владимира Зеленского был назначен членом обновлённого Комитета (жюри) Национальной премии Украины имени Тараса Шевченко. 16 марта 2023 года вместе с другими членами Комитета подал в отставку в знак несогласия с государственными решениями относительно премии.